# Воля-Рафаловська (Мазовецьке воєводство)
Воля-Рафаловська (пол. Wola Rafałowska) — село в Польщі, у гміні Мрози Мінського повіту Мазовецького воєводства.
Населення — 349 осіб (2011).
У 1975-1998 роках село належало до Седлецького воєводства.

## Демографія
Демографічна структура станом на 31 березня 2011 року:
|          | Загалом | Допрацездатний вік | Працездатний вік | Постпрацездатний вік |
| -------- | ------- | ------------------ | ---------------- | -------------------- |
| Чоловіки | 176     | 36                 | 128              | 12                   |
| Жінки    | 173     | 29                 | 109              | 35                   |
| Разом    | 349     | 65                 | 237              | 47                   |